# Brach (groupe)
Pour les articles homonymes, voir Brach.
Brach est un groupe luxembourgeois de hip-hop, actif entre 2010 et 2011.

## Histoire
Brach est un projet luxembourgeois de hip-hop éphémère. Il est formé en 2010 par les rappeurs Corbi et Fluit von De Läb et les producteurs Project M (Fred Baus) et Loose Body Parts (Tim Lecomte) pour se produire à l'Exposition universelle de 2010 à Shanghai, en Chine.
L'idée de former un groupe qui présenterait le hip-hop luxembourgeois à Shanghai est née en collaboration avec Christian Mosar, le commissaire du programme culturel. Brach est ainsi soutenu par le ministère de la Culture aux côtés d'autres formations luxembourgeoises comme Filip Markiewicz (Raftside) ou le Greg Lamy Quartet. Brach donne des concerts au Pavillon luxembourgeois.
Le groupe se sépare le 11 février 2011. À cette date, un album homonyme et documentaire sont présentés dans Exit07. L'album sort sur le label Songs for Ben. Il s'agit d'une histoire fictive sur un voyage en Chine. En février, le single Super Super Flott sort également en version numérique.

## Discographie
- 2011 : Brach (album)
- 2011 : Super Super Flott (single)